# Banys de Molig
Els Banys de Molig (en nom comercial Thermes de Molitg) és un barri pertanyent a la comuna nord-catalana de Molig, a la comarca del Conflent.
Estan situats un quilòmetre i mig al sud del poble de Molig, i és la seu dels establiments termals del mateix nom que s'hi troben. És un petit poble de residència i estiueig que compta, a més del balneari, amb diverses botigues i cases particulars, així com la capella de la Mare de Déu dels Socors.

## Balneari

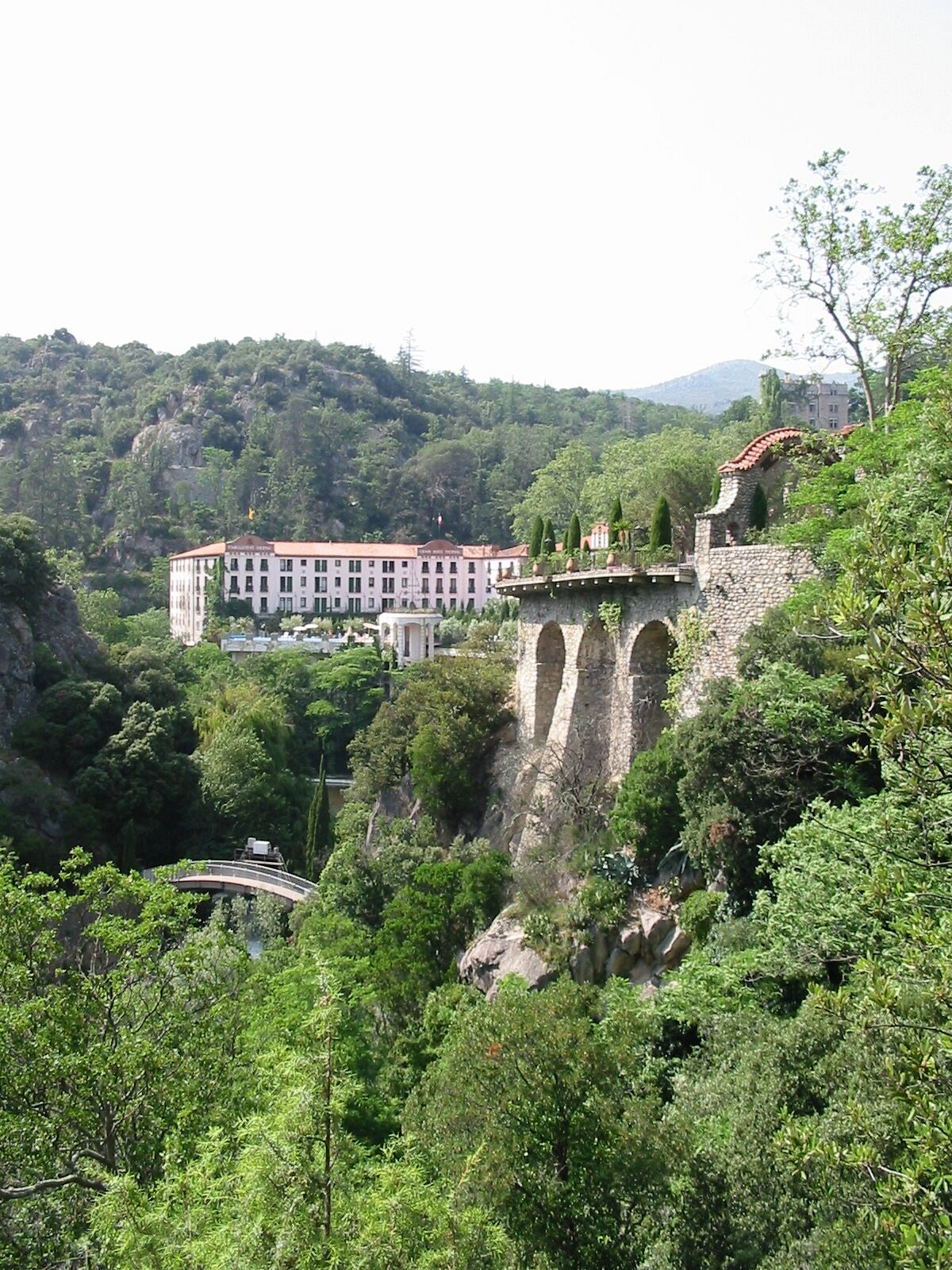
Vista de lluny dels Banys de Molig

L'establiment termal aprofita les déus d'aigües sulfuroses situades al fons de la vall de la Castellana, tan engorjada en aquest punt que calgué eixamplar-la amb explosius. L'aigua brolla a 38ª.
Les aigües de Molig i els seus beneficis eren conegudes ja a l'edat mitjana: el segle xiii el trobador Dauré aconsella les joves dames que hi vagin un cop a l'any per conservar la pell de la joventut. Al segle xviii, el metge de Perpinyà Tomàs Carrera analitzà l'aigua i en constatà científicament les propietats terapèutiques; i poc després el marquès de Llupià, senyor del lloc, hi construí el primer edifici dels banys el 1785-1786. Al llarg del segle xix la fama del lloc com a molt bo per a les malalties de la pell anà estenent-se. El 1836 la família Massià n'adquirí la propietat i en modernitzà les instal·lacions; el 1883 el complex constava de tres edificis, els banys Llupià (l'originari), Barrère i Massià. Després de la segona Guerra Mundial, el balneari passà a una societat d'Adrien Barthélémy, que emprengué una profunda renovació de les termes i hi va fer construir un hotel de granit i merbre rosa de Vilafranca. En l'actualitat, el balneari pertany a la "Chaîne thermale du Soleil", amb vint balnearis repartits per França, dels quals Molig és el principal. L'establiment és obert de l'abril al desembre.

### Afeccions tractades
- Afeccions de les mucoses bucolinguals
- Dermatologia
- Reumatologia i trastorns osteoarticulars
- Vies respiratòries.

## Capella dels Banys
L'església del veïnat i de l'establiment termal és la capella de la Mare de Déu dels Socors, construïda per iniciativa particular i sufragada amb aportacions diverses.